# Samsung Galaxy Note 7
Samsung Galaxy Note 7 (stylizováno jako Samsung Galaxy Note7) je zrušený phablet vyrobený společnosti Samsung. Byl představen 2. srpna 2016  a byl oficiálně vydán 19. srpna 2016 jako nástupce Galaxy Note 5. Je to první telefon Samsung s konektorem USB-C a poslední telefon v sérii Galaxy Note, který má senzorová tlačítka. Přestože se jedná o šesté hlavní zařízení v řadě Galaxy Note, společnost Samsung označila své číslo série jako „7“, které přeskočilo „6“, aby ho spotřebitelé nevnímali jako „nižší“ než vlajkovou loď Samsung Galaxy S7 a aby nedocházelo k nejasnostem ohledně pořadí vydání kvůli stejnému roku vydání (2016).

## Problémy
V září roku 2016 se začaly objevovat případy častých výbuchů Samsung Galaxy Note7. První případ se stal v newyorské čtvrti Brooklyn, kde byl šestiletý chlapec popálen při sledování videí na smartphonu, který náhle explodoval. Poté se na Floridě vznítilo auto značky Jeep, poté co v autě tento telefon explodoval. Dokonce v Jižní Karolíně kvůli tomuto telefonu začal hořet dům. Některé aero linky dokonce zakázaly cestujícím vstup na palubu letadel právě s tímto telefonem. Samsung okamžitě začal telefony stahovat, a opravovat. I to ale nepomohlo. Nakonec musel Samsung ukončit výrobu těchto telefonů, a všechny okamžitě stáhnout. Příčinou výbuchu byla vadná baterie a konstrukce telefonu.